# Peter van Merksteijn jr.
Peter van Merksteijn jr. (Hengelo, 1 september 1982) is een Nederlands rallyrijder. Hij is de zoon van Peter van Merksteijn sr., die eveneens actief is geweest als rallyrijder, en ook succes heeft geboekt op het circuit.

## Carrière

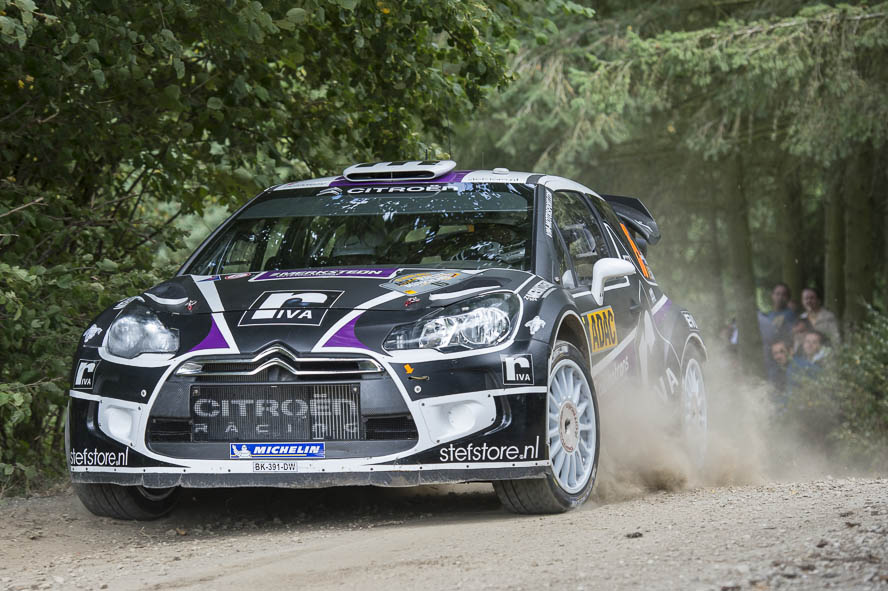
Van Merksteijn jr. actief met de Citroën DS3 WRC tijdens de Rally van Duitsland in 2012

Peter van Merksteijn jr. debuteerde in 2006 in de rallysport. Het jaar daarop, in 2007, ging hij rijden voor het team van zijn vader, Van Merksteijn Motorsport, in een Mitsubishi Lancer Evo IX. Daarmee won hij dat jaar de titel in de Groep N klasse in het Nederlands kampioenschap rally. Datzelfde jaar maakte hij in Duitsland ook zijn eerste opwachting in het Wereldkampioenschap rally, waar hij de finish echter niet zou halen. In 2008 begon Van Merksteijn nog in de Mitsubishi Lancer, maar stapte later over naar een Ford Focus RS WRC. Hij reed daarmee twee Nederlandse rally's, waar hij in beide gevallen als tweede eindigde. In het WK was een zeventiende plaats in Duitsland zijn beste resultaat. In 2009 deed Van Merksteijn een gooi naar de Nederlandse titel, maar na twee opgaves uit zijn eerste drie deelnames besloot hij zich toch terug te trekken. In 2010 evenaarde hij zijn beste WK-resultaat, als zeventiende, in Zweden.
In het seizoen 2011 werkte Van Merksteijn een groter programma af in het WK, dit keer achter het stuur van een gloednieuwe Citroën DS3 WRC. Het seizoen werd grotendeels gekenmerkt door de veelal materiële pech die hem trof. Hij greep naar zijn eerste kampioenschapspunten toe in  Duitsland, waar hij als negende over de streep kwam. In het seizoen 2012 reed hij een kleiner programma in het WK, waar een tiende plaats in Portugal dit keer zijn enige finish was binnen de punten.
Achter het stuur van een Citroën C4 WRC won van Merksteijn jr. in september 2011 de Rally van Hellendoorn, en deed dit eveneens in 2012. Met de DS3 WRC eindigde hij tijdens de 2013 editie als tweede achter Dennis Kuipers.

## Complete resultaten in het Wereldkampioenschap rally

### Overzicht van deelnames
| Seizoen | Inschrijving              | Auto                       | 1      | 2      | 3      | 4      | 5      | 6      | 7      | 8   | 9      | 10     | 11     | 12     | 13     | 14  | 15  | 16     | Pos. | Punten |
| ------- | ------------------------- | -------------------------- | ------ | ------ | ------ | ------ | ------ | ------ | ------ | --- | ------ | ------ | ------ | ------ | ------ | --- | --- | ------ | ---- | ------ |
| 2007    | Peter van Merksteijn jr.  | Mitsubishi Lancer Evo IX   | MON    | ZWE    | NOO    | MEX    | POR    | ARG    | ITA    | GRI | FIN    | DUI 70 | NZL    | SPA 60 | FRA    | JPN | IER |        | -    | 0      |
| 2007    | Peter van Merksteijn jr.  | Mitsubishi Lancer Evo VIII |        |        |        |        |        |        |        |     |        |        |        |        |        |     |     | GBR 29 | -    | 0      |
| 2008    | Van Merksteijn Motorsport | Mitsubishi Lancer Evo IX   | MON    | ZWE NF | MEX    | ARG    | JOR    | ITA NF |        |     |        |        |        |        |        |     |     |        | -    | 0      |
| 2008    | Van Merksteijn Motorsport | Mitsubishi Lancer Evo VIII |        |        |        |        |        |        | GRI    | TUR | FIN NS |        |        |        |        |     |     |        | -    | 0      |
| 2008    | Van Merksteijn Motorsport | Ford Focus RS WRC 06       |        |        |        |        |        |        |        |     |        | DUI 17 | NZL    | SPA NF | FRA    | JPN | GBR |        | -    | 0      |
| 2009    | Van Merksteijn Motorsport | Ford Focus RS WRC 06       | IER    | NOO 18 | CYP    | POR NF | ARG    | ITA    | GRI    | POL | FIN    | AUS    | SPA    | GBR    |        |     |     |        | -    | 0      |
| 2010    | Van Merksteijn Motorsport | Ford Focus RS WRC 08       | ZWE 17 | MEX    | JOR    | TUR    | NZL    | POR    | BUL    | FIN | DUI    | JPN    | FRA    | SPA    | GBR    |     |     |        | -    | 0      |
| 2011    | Van Merksteijn Motorsport | Citroën DS3 WRC            | ZWE    | MEX    | POR 22 | JOR NF | ITA NF | ARG NF | GRI NF | FIN | DUI 9  | AUS 13 | FRA NF | SPA 17 | GBR NF |     |     |        | 26   | 2      |
| 2012    | Van Merksteijn Motorsport | Citroën DS3 WRC            | MON    | ZWE 19 | MEX    | POR 10 | ARG    | GRI    | NZL    | FIN | DUI NF | GBR    | FRA    | ITA    | SPA    |     |     |        | 33   | 1      |